# Ленон (Мичиген)
Ленон (енгл. Lennon) град је у америчкој савезној држави Мичиген.

## Демографија
По попису из 2010. године број становника је 511, што је 6 (-1,2%) становника мање него 2000. године.
| Група             | 2000.       | 2010.       |
| Белци             | 499 (96,5%) | 472 (92,4%) |
| Афроамериканци    | 2 (0,4%)    | 2 (0,4%)    |
| Азијати           | 0 (0,0%)    | 5 (1,0%)    |
| Хиспаноамериканци | 11 (2,1%)   | 18 (3,5%)   |
| Укупно            | 517         | 511         |